# 1. Ukrainisches Kosakenregiment B. Chmelnyzkyj

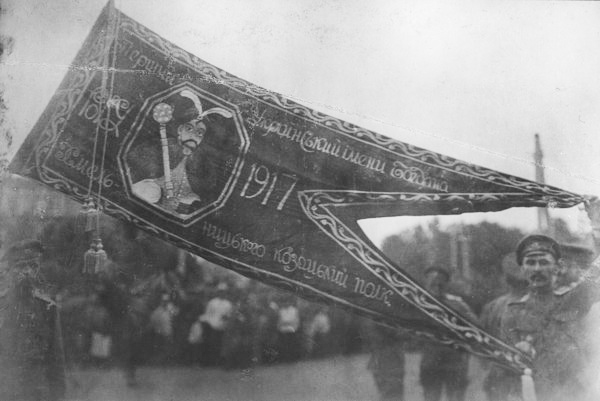
Flagge des Bohdaniw-Regiments

Das 1. Ukrainische Kosakenregiment B. Chmelnyzkyj (ukrainisch Перший український козачий імені Б. Хмельницького полк, auch bekannt als Bohdaniw-Regiment, ukrainisch Богданівського полку) war die erste reguläre Einheit der Armee der Ukrainischen Volksrepublik.

## Geschichte

### Vorgeschichte
Vor 1914 gab es in der Kaiserlich Russischen Armee keine separaten ukrainischen Einheiten, obwohl ukrainischsprachige Menschen die Mehrheit der in der Ukraine stationierten Einheiten bildeten. Nach der Februarrevolution 1917 sammelten sich die Ukrainer, die in russischen Einheiten dienten, um improvisierte ukrainische Einheiten zu bilden. Wie andere Soldatenbewegungen der russischen Armee im Ersten Weltkrieg forderte die ukrainische Soldatenbewegung die Umstrukturierung in nationale Armeen, deren Zweck die Verteidigung des Heimatlandes jeder Nation gegen alle am Krieg beteiligten Mächte war. Die Forderung nach der Gründung des nach Bohdan Chmelnyzkyj benannten Freiwilligenregiments entstand am 29. März 1917 in Kiew auf der Gründungsversammlung des Ukrainischen Militärvereins Pawlo Polubotok, der die Ukrainisierung von Militäreinheiten der Kaiserlich Russischen Armee anstrebte. Auf Initiative des Vereins stickten die Nonnen des Frauenklosters der Himmelfahrt des heiligen Flor in Podil eine Flagge für das zukünftige Regiment, die am 1. April in der Wladimirkathedrale geweiht wurde. Unterdessen versammelten sich am Kiewer Militärverteilungspunkt fast 3000 Soldaten aus Tschernihiw, Poltawa, und anderen Regionen der Ukraine, die den Wunsch zum Ausdruck brachten, sich im ersten ukrainischen Regiment zu organisieren.

### Gründung

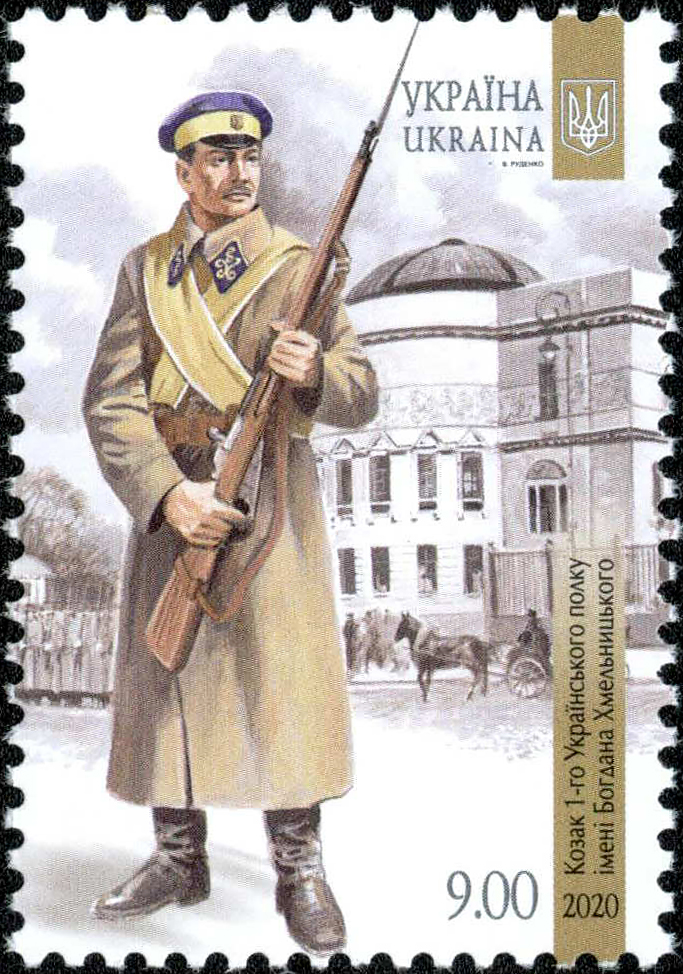
Dem Bohdaniw-Regiment gewidmete Briefmarke

Die Situation verschärfte sich am 27. April, als es zu einer Meuterei der Soldaten kam, die sich weigerten an die Front zu gehen, obwohl es Androhungen von Strafen für Befehlsverweigerung gab. Sie hielten ihre Anwesenheit in Kiew zum Schutz der Zentralna Rada für notwendiger als in der Schusslinie. Trotz der negativen Reaktionen aus Petrograd, der Militärführung, und der Exekutivkomitees der Kiewer Sowjets der Arbeiter-, Militär- und Studentendeputierten wurden die ukrainischen Soldaten schließlich von der Zentralna Rada unterstützt. Am 28. April verabschiedete sie eine Resolution, in der sie feststellte, dass sie „keinen anderen Ausweg sieht, als aus ihnen ein ukrainisches Regiment zu bilden“ und sie nahm das Bohdaniw-Regiment unter ihren Schutz. Am 1. Mai organisierte der Ukrainische Militärverein Pawlo Polubotok im Stadtteil Syrez (heutiger Rajon Schewtschenko) einen Militärfeiertag, an dem Einheiten der Kiewer Garnison und Soldaten des Militärverteilungspunkts teilnahmen. Der Ort war mit ukrainischen Nationalflaggen und Porträts von Taras Schewtschenko und Pawlo Polubotok geschmückt. Nach Angaben der Zeitung Nowa Rada waren am Feiertag Wahlsprüche wie „Es lebe die Autonomie der Ukraine“, „Es lebe die glorreiche ukrainische Armee“, und „Ehre sei dem 1. Ukrainischen Regiment Bohdan Chmelnyzkyj“ zu hören. Drei Militärkapellen spielten Schtsche ne wmerla Ukrajina.
Auf Anregung Mykola Michnowskyjs organisierten sich die Soldaten selbstständig im Regiment, das von Stabshauptmann Putnyk-Hrebentschuk angeführt wurde. Es war in Kuren, Sotnia (Hundertschaften) und Abteilungen aufgeteilt. Es hatte eine Maschinengewehrkompanie, Einheiten von Fuß- und Pferdeaufklärern, eine Kommunikationsabteilung und eine medizinische Abteilung. Mykola Sadowskyj war der erste, der sich in das Regiment einschrieb. Insgesamt traten ihm mehr als 3500 Menschen bei. Nach der Kundgebung marschierten um 17 Uhr Kolonnen des Bohdaniw-Regiments durch die Stadt nach Petschersk und zum Marienpalast, der damals Sitz der Sowjets der Soldaten- und Militärdeputierten war. Der Marsch wurde von Empörungsschreien und Reden der Führer der Militärdeputierten mit Appellen, die russische Revolution nicht zu verraten und nicht zu ihren Einheiten zu gehen, begleitet. Für den von den Menschewiki dominierten Sowjet der Soldatendeputierten waren die ukrainischen Initiativen ein „Schlag in den Rücken der Revolution.“ Sie setzten die Ukrainisierer mit Deserteuren gleich, die lediglich dem Einsatz an der Front entgehen wollten. Der Oberbefehlshaber des Kiewer Militärbezirks Mykola Chodorowytsch vermittelte zwischen ihnen, indem er befahl, die Mitglieder des Bohdaniw-Regiments in Kasernen unterzubringen, sie mit Proviant zu versorgen und anzubieten, eine Delegation für Verhandlungen mit dem Rat der Soldatendeputierten auszuwählen.

### Offizielle Genehmigung und Beteiligung an postrevolutionären Konflikten
Die Treffen und Verhandlungen in dieser Nacht waren ergebnislos. Die ukrainische Seite verlor das Interesse an Diskussionen mit der anderen Seite, die keine Bereitschaft zeigte, ihre Forderungen zu unterstützen. Im Hauptquartier der Südwestfront wurden die ersten Nachrichten über die willkürliche Aufstellung eines ukrainischen Regiments in Kiew als offene Stellungnahme der Ukrainer gegen die Provisorische Regierung verstanden. General Alexei Brussilow gab zunächst den Befehl, den „Aufstand“ zu liquidieren. Als das Frontkommando nähere Informationen zu den Vorgängen erhielt, wurde dieser Befehl aufgehoben. Am 2. Mai traf eine Delegation des Ukrainischen Militärvereins Pawlo Polubotok und des Bohdaniw-Regiments bei Brussilow ein. Am 4. Mai erteilte Verteidigungsminister Alexander Gutschkow nach einem Treffen mit dem Oberbefehlshaber Michail Alexejew die Erlaubnis, aus den Reserveeinheiten des Kiewer Militärbezirks ein eigenes ukrainisches Regiment zu bilden. Es durften jedoch nur 500 Personen zum Regiment eingezogen werden und in der Kiewer Garnison bleiben. Der Rest musste sofort zu den Fronteinheiten. Dies schuf einen Präzedenzfall für die Bildung ukrainischer Einheiten.
Die offizielle Genehmigung zur Bildung ukrainischer Einheiten kam im Juni 1917, als die Provisorische Regierung der Bildung solcher Einheiten unter der Bedingung zustimmte, dass dadurch die Einheit der russischen Armee nicht zerstört würde. Der Erste Allukrainische Militärkongress von 1917 unterstützte die Bildung der ersten ukrainischen Militäreinheit und forderte, dass alle Personen, die sich für das Regiment angemeldet hatten, in seine Zusammensetzung aufgenommen werden sollten. Oberst Jurij Kapkan wurde zum Kommandeur des Regiments ernannt. Im Juli 1917 war das Bohdaniw-Regiment am Polubotok-Aufstand, der Kiewer Version des Juliaufstands, beteiligt. Das Polubutok-Regiment, eine ebenfalls ukrainisierte Einheit, betrachtete die Zentralna Rada bezüglich ihres Kampfes für die unabhängige Ukraine als „Pazifisten.“ Wolodymyr Wynnytschenko und Symon Petljura versuchten erfolglos mit den Meuterern zu verhandeln und das Polubutok-Regiment umzingelte das Gebäude der Zentralna Rada, offenbar mit dem Ziel einer Militärdiktatur. Das Bohdaniw-Regiment wurde überzeugt, die Meuterei niederzuschlagen.

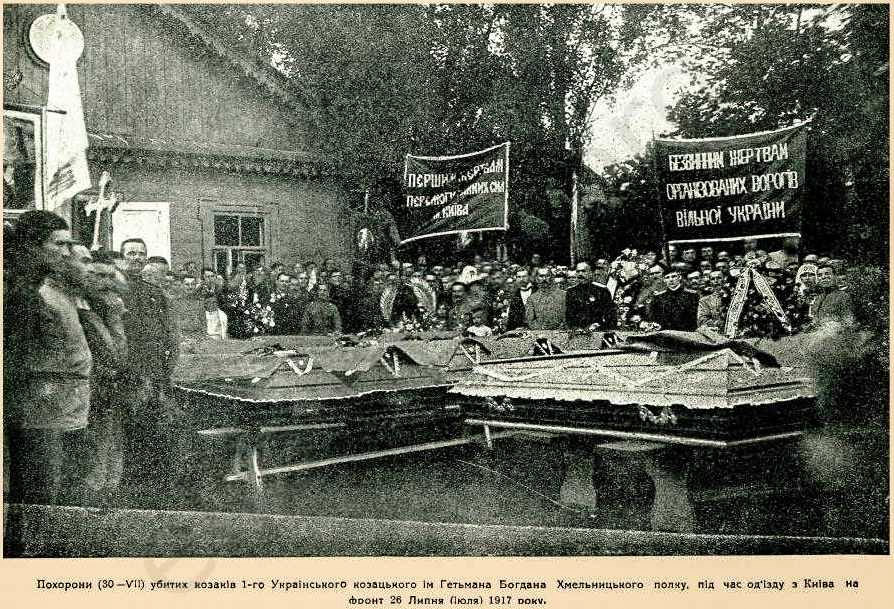
Begräbnis der am Bahnhof Post-Wolynskyj getöteten Soldaten des Bohdaniw-Regiments (12. August 1917)

Das Kommando der in Kiew stationierten russischen Garnison stand dem Auftreten eines nationalbewussten ukrainischen Regiments ablehnend gegenüber. Am 8. August 1917 kam es zu einem Vorfall, bei dem das Bohdaniw-Regiment einen Zug, der zur Front unterwegs war, bestieg. Sie salutierten mit Schüssen in die Luft und wurden daraufhin am Bahnhof Post-Wolynskyj im Rajon Solomjanka von Soldaten des 1. Garde-Kürassier-Regiments mit Maschinengewehren beschossen. 16 Soldaten kamen ums Leben und 30 wurden verletzt. Am 12. August wurden die gefallenen Soldaten des Bohdaniw-Regiments auf dem Friedhof des Florowski-Klosters am Schlossberg beigesetzt. Der Trauerzug zog durch das Stadtzentrum entlang des Chreschtschatyk und wurde vom 1. Ukrainischen Reserveregiment und Vertretern des Rates der Militärdeputierten begleitet. Der von der Zentralna Rada wegen dieses Vorfalls eingeleitete Fall wurde nie abgeschlossen.
Ab August 1917 diente das Regiment als Teil der 10. Infanteriedivision an der Front. Ende Oktober 1917 kehrte das Regiment nach Kiew zurück, beteiligte sich später an der Entwaffnung der revolutionären Einheiten der Poltawa-Garnison und kämpfte im Januar 1918 mit Einheiten der Roten Garde. Im April 1918 wurde es in 3. Saporoger Infanterieregiment Chmelnyzkyj umbenannt und dem Saporischja-Korps zugeteilt. Das Regiment kämpfte bis Ende 1920 im Sowjetisch-Ukrainischen Krieg.

## Nachwirkungen
2015 wurde am Bahnhof Post-Wolynskyj eine Gedenktafel für das Bohdaniw-Regiment angebracht. 2020 brachte Ukrposhta in Zusammenarbeit mit dem Ukrainischen Institut für Nationale Erinnerung eine Serie von Briefmarken namens „Bewaffnete Formationen der Ukrainischen Revolution 1917-1921“ in Umlauf, zu der auch eine dem Bohdaniw-Regiment gewidmete Briefmarke gehörte.